# Real Asociación de Hidalgos de España
La Real Asociación de Hidalgos de España és una associació espanyola apolítica i sense ànim de lucre que agrupa als nobles d'Espanya en una unitat nobiliària de caràcter nacional.
Va ser fundada en Madrid el 3 de novembre de 1954 per Vicente de Cadenas y Vicent, el comte de Gaviria, el marquès de Siete Iglesias, el Marquès de Zayas i el Marquès de Dávila, G. d'E. El 25 de novembre d'aquest any s'ofereix la presidència a l'Infant Ferran de Baviera i de Borbó, Duc de Cadis. Actualment el seu president és el Comte de Trapa.
Entre les seves finalitats destaca la realització d'activitats culturals, caritatives i assistencials a més d'agrupar a la Noblesa espanyola. Com a mostra de La seva real estima per totes les activitats realitzades al llarg de la seva història, Joan Carles I d'Espanya li va atorgar el títol de "Reial" l'any 2011.
El seu emblema consisteix en dues espasades encabades en or creuades en aspa surmuntades de corona reial.

## Finalitats i activitats de la RAHE
La Real Asociación de Hidalgos de España té com a finalitats:
- Agrupar al conjunt dels nobles d'Espanya i representar-los.
- Mantenir vius i promoure els valors de la hidalguia i els principis de l'humanisme cristià.
- Complir amb l'obligació històrica de la Noblesa de prestar serveis a la nació, les seves institucions i ciutadans, mantenint un fort compromís amb la cultura i la història d'Espanya.
- Mantenir a tot moment i circumstància una absoluta lleialtat a la Corona, font de tota noblesa (salvo per a la noblesa immemorial, per la qual va ser font d'altres mercès).

La Real Asociación de Hidalgos de España desenvolupa les seves activitats culturals mitjançant la publicació de llibres de temàtica de Genealogia, Nobiliària, Heràldica i ciències afins a través de l'Editorial Hidalguía, titularitat de la Real Associació, que edita la Revista Hidalguía, degana al món en el seu gènere. A més organitza cicles de conferències, activitats culturals i patrocina cursos universitaris a nivell nacional relacionats amb aquestes matèries. També és propietària del Col·legi Major Marquès de la Ensenada en la Ciutat Universitària de Madrid. En 2011 va crear l'Institut Espanyol d'Estudis Nobiliaris, entitat destinada a canalitzar la seva activitat cultural.
El compliment de les activitats caritatives i assistencials ho realitza mitjançant la col·laboració amb entitats públiques o privades que tinguin aquestes finalitats i mitjançant la fundació de centres d'assistència a sectors necessitats de la societat com les persones majors. Exemple d'això són la residència per a persones majors Casa Solar Santo Duque de Gandia i la residència per a majors assistits Casa Quinta Vita Natural Durante, ambdues en Madrid i propietat de la RAHE.

## Llista de Presidents de la RAHE
La Real Asociación de Hidalgos de España ha tingut cinc presidents al llarg de la seva història. En l'actualitat és Manuel Gullón y de Oñate, Conde de Tepa, gentilhombre de La seva Santedat. Fins a la seva defunció en 2015 va ser president honorari S.A.R Carles de Borbó-Dues Sicílies i Borbó-Parma, Infant d'Espanya:
| Nom | Període         | President                                                                                       | Fets rellevants durant la seva presidència |
| I   | 1954-1958       | S.A.R. Ferran de Baviera i de Borbó, Infant d'Espanya, Duc de Cadis, G d'E                      | - Primers anys de l'Associació. - Creació del Institut Luis de Salazar y Castro, corporació de Genealogia i Heràldica integrada en el CSIC. - Celebració en Madrid del III Congrés Internacional de Genealogia i Heràldica. |
| II  | 1958-1967       | Excm. Sr. Don Cristóbal Colón de Carvajal y Maroto, Duc de Veragua, G. d'E.                     | - Creació de la primera Escola de Nobiliària, Heràldica i Genealogia del món. - S'inicia la catalogació dels plets d'hidalguia de la Chancillería de Valladolid. - Primera pedra del Col·legi Major Marquès de la Ensenada. - Ingressa Don Joan Carles de Borbó. |
| III | 1967-2006       | S.A.R Carles de Borbó Dues Sicílies i Borbó-Parma, Infant d'Espanya                             | - Declaració d'Entitat d'Utilitat Pública. - Incorporació a l'Associació de la Editorial Hidalguía. - Creació de premis culturals. - Inauguració del centre de majors Casa Solar Santo Duque de Gandia i de la residència Casaquinta. - Se superen els 5000 associats inscrits des de la creació. - Ingressa Felip, Príncep d'Astúries. |
| IV  | 2006-2014       | Excm. Sr. Don José Antonio Martínez de Vila-real y Fernández-Bella, Comte de Vila-real, G. d'E. | - Convenis amb universitats i amb el Ministeri de Cultura. - Començament de la catalogació de tots els fons dels plets d'hidalguia de les Reales Chancillerías de Valladolid i de Granada, a més dels de la Corona d'Aragó i els de el Regne de Navarra. - Digitalització de totes les obres editades per l'Editorial Hidalguía. - Modernització de l'estructura de l'Associació. - Nova seu social al carrer Jenner de Madrid. - S. M. el Rei Don Joan Carles atorga el títol de "Reial" a l'Associació. |
| V   | 2014-actualitat | Il·lm. Sr. Don Manuel Gullón y de Oñate, Conde de Tepa                                          | |

## Junta Directiva de la RAHE

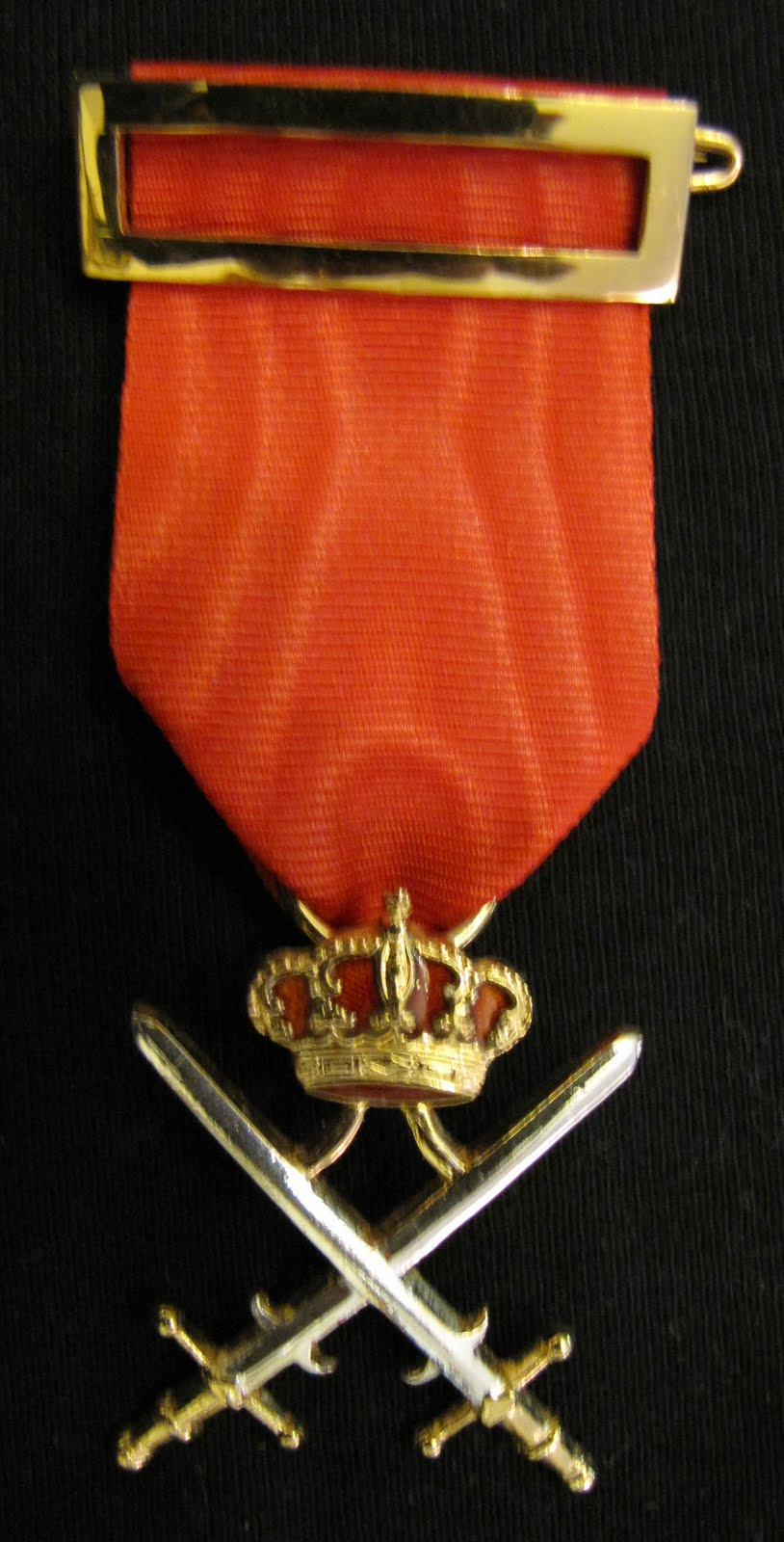
Miniatura de la Real Asociación de Hidalgos de España

La Junta Directiva de la Real Asociación de Hidalgos de España és el seu òrgan de govern i està composta per les següents persones:
- President: Don Manuel Gullón de Oñate, Comte de Tepa.
- Vicepresident primer: Don Francisco de Cadenas y Allende, Comte de Gaviria.
- Vicepresident segon: Don Manuel Pardo de Vera y Díaz.
- Secretari General: Don Fernando González de Canales y Ruiz.
- Tresorer: Don Manuel Ladrón de Guevara e Isasa.
- Fiscal: Don Ampelio Alonso de Cadenas y López.

Vocals:
- Don Alfonso Bullón de Mendoza, Marquès de Selva Alegre.
- Don Alfonso Coronel de Palma y Martínez-Agulló.
- Don Daniel González de la Rivera y Grandal.
- Don Miguel Ángel Hermida y Jiménez.
- Don Mario Jaramillo y Contreras.
- Don Arturo Llerandi y Morán.
- Don Faustino Menéndez-Pidal de Navascués.
- Don Eduardo Pardo de Guevara y Valdés.
- Don Luis Valero de Bernabé y Martín de Eugenio, Marquès de Casa Real.
- Donya María Luisa Fernández y Jiménez, Marquesa de San Juan de Nieva.